# Parantica crowleyi
Parantica crowleyi is een vlinder uit de familie Nymphalidae, onderfamilie Danainae.
De wetenschappelijke naam van de soort is voor het eerst geldig gepubliceerd in 1894 door John Jenner Weir.
De soort komt alleen voor op Borneo. Hij staat op de Rode Lijst van de IUCN als niet bedreigd.